# Mattias Bouvin
Mattias Bouvin, född 26 juni 1998, är en svensk fotbollsspelare som spelar för IFK Haninge.

## Karriär
Bouvins moderklubb är Hägersten SK. Som ungdomsspelare spelade han även för Djurgårdens IF.
Den 19 juli 2017 värvades Bouvin av IK Frej, där han skrev på ett 1,5-årskontrakt. Bouvin debuterade i Superettan den 23 juli 2017 i en 3–0-förlust mot Dalkurd FF, där han blev inbytt i den 83:e minuten mot Pontus Åsbrink. I december 2018 förlängde Bouvin sitt kontrakt med två år.
I juni 2020 värvades Bouvin av Akropolis IF. I januari 2022 värvades Bouvin av Utsiktens BK, där han skrev på ett tvåårskontrakt. I februari 2023 värvades Bouvin av Vasalunds IF. Inför säsongen 2024 gick han till IFK Haninge.